# Koenigsegg Regera
El Koenigsegg Regera es un automóvil superdeportivo híbrido eléctrico enchufable de edición limitada, con motor central-trasero montado longitudinalmente y tracción trasera, producido por el fabricante sueco de coches superdeportivos Koenigsegg desde 2016.

## Presentación
Fue presentado en el Salón del Automóvil de Ginebra de 2015. El nombre Regera es un verbo sueco que significa "reinar" o "para gobernar". Solamente se han construido 80 unidades, con un precio de alrededor de US$2 500 000 (equivalente a $3 213 534 en 2023) cada una.
Fue creado y diseñado para ser más "práctico" y "lujoso". Koenigsegg afirma que sería el vehículo de producción más potente y con la aceleración más rápida, el cual haría que por primera vez, la marca tuviera simultáneamente 2 modelos en producción junto con el Agera RS en 2015 y, posteriormente, también con el Jesko en 2019, por lo que estos dos modelos no se consideran como su predecesor ni sucesor, respectivamente.

## Desarrollo
Christian von Koenigsegg quedó especialmente impresionado con la experiencia directa e intuitiva proporcionada por un automóvil eléctrico como Tesla, Inc., remarcando que la respuesta instantánea de los motores era algo que ni siquiera un coche de Fórmula 1 podría lograr con un motor de combustión interna tradicional. También buscó combinar este aspecto deseable de los sistemas de propulsión eléctricos con la experiencia tradicional de Koenigsegg de un automóvil deportivo ligero y potente.
Al darse cuenta de que era necesario algún tipo de compromiso, decidió buscar una solución híbrida. Al eliminar la caja de cambios de doble embrague de 7 velocidades tradicional y cambiar a un sistema de transmisión directa de una sola marcha (direct-drive), Koenigsegg mitigó el peso adicional de los tres motores eléctricos y un paquete de baterías instalado en el Regera en comparación con los modelos Agera anteriores. La solución eléctrica de solamente un engranaje, también proporcionó la respuesta instantánea que buscaba, mientras que el motor de combustión interna a bordo, mantendría la rápida aceleración y potencia a velocidades más altas donde los motores eléctricos son menos efectivos.

## Especificaciones
Si bien produce un total reportado de 1340 kW (1822 CV; 1797 HP) a través de un sistema de propulsión híbrido, los picos de potencia de los motores eléctricos y del motor de gasolina se extienden o no simultáneamente, por lo que el máximo combinado de salida es en realidad de 1,11 megavatios (1509 CV; 1489 HP) y un par máximo de 2000 N·m (1475 lb·pie).

### Motor de combustión interna
El motor V8 a 90° biturbo de 5032 cm³ (5 litros; 307,1 pulgadas cúbicas) fabricado totalmente de aluminio, ha sido desarrollado internamente por la propia compañía, el cual cuenta con soportes hidráulicos activos y un múltiple de admisión de fibra de carbono con tramos de admisión optimizados. Usa gasolina de 91 o 95 RON, además de un sensor FlexFuel instalado en el tanque de combustible para detectar el biocombustible E85, que incrementa la potencia a niveles no especificados.
| Distribución                        | Doble (DOHC) árbol de levas a la cabeza y 4 válvulas por cilindro (32 en total)                                     |
| Control de propulsión               | Módulo de Control de Motor Koenigsegg ("K-ECM") con OBD-II PID                                                      |
| Sistema de lubricación              | Cárter seco |
| Diámetro x carrera                  | 92 x 95,25 mm (3,62 x 3,75 pulgadas)                                                                                |
| Relación de compresión              | 9.3:1 |
| Aspiración                          | Turbocompresores gemelos cerámicos de rodamiento de bolas con sistema de reducción de presión de retorno patentada  |
| Presión de impulso                  | 1,4 bares (19,9 psi; 137,2 kPa)                                                                                     |
| Potencia máxima                     | 820 kW (1115 CV; 1100 HP) a las 7800 rpm                                                                            |
| Par máximo                          | 1000 N·m (738 lb·pie) disponible desde las 2700 rpm hasta las 6170 rpm 1280 N·m (944 lb·pie) a las 4100 rpm (total) |
| Límite de régimen (línea roja)      | 8250 rpm |
| Capacidad del tanque de combustible | 82 litros (21,7 galAm)                                                                                              |
| Peso del motor                      | 189 kg (417 libras)                                                                                                 |

### Motores eléctricos

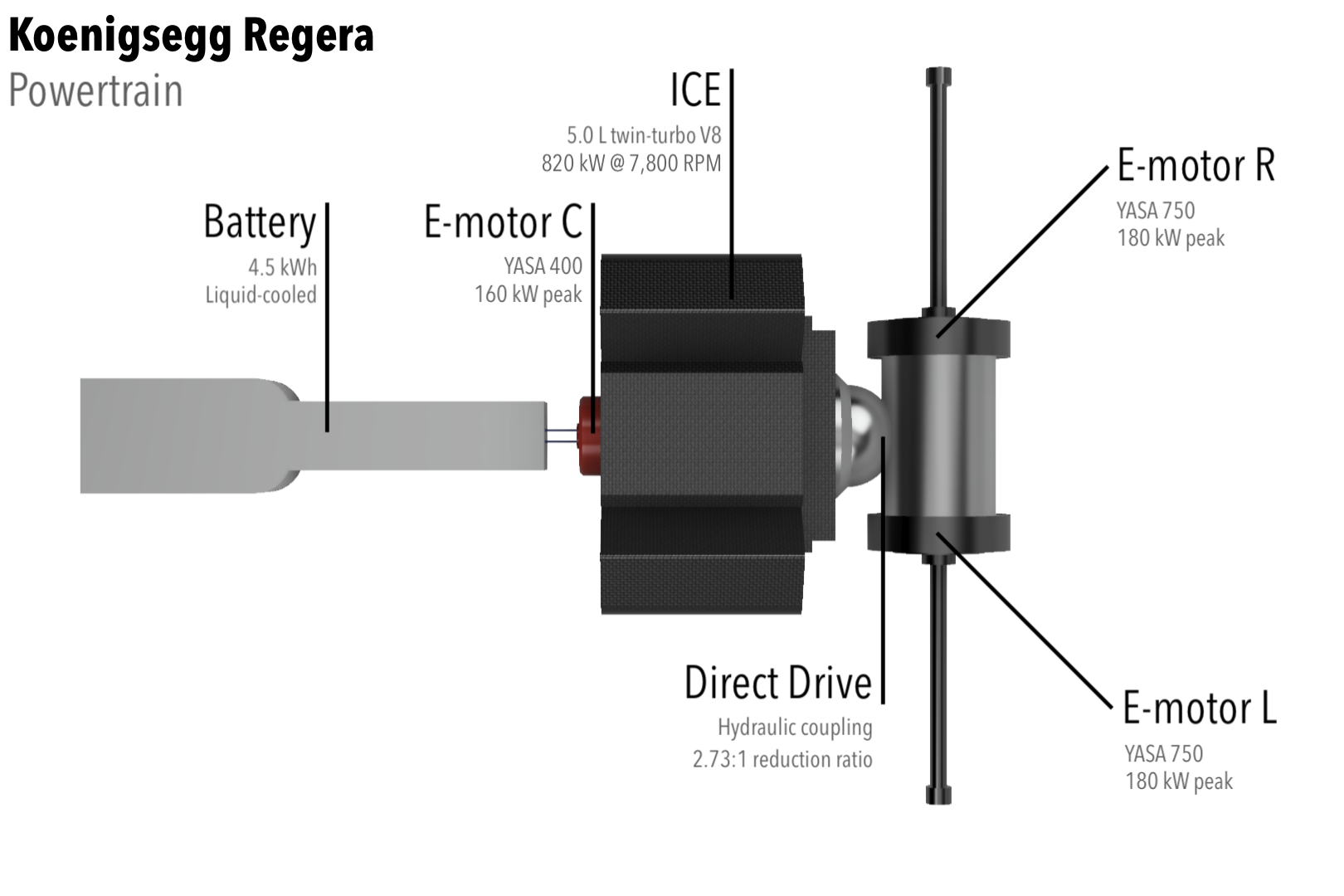
Diagrama de la planta de poder. Nota: los datos de kWh y relación final son inexactos, por lo que se trata de una imagen con fines meramente ilustrativos.

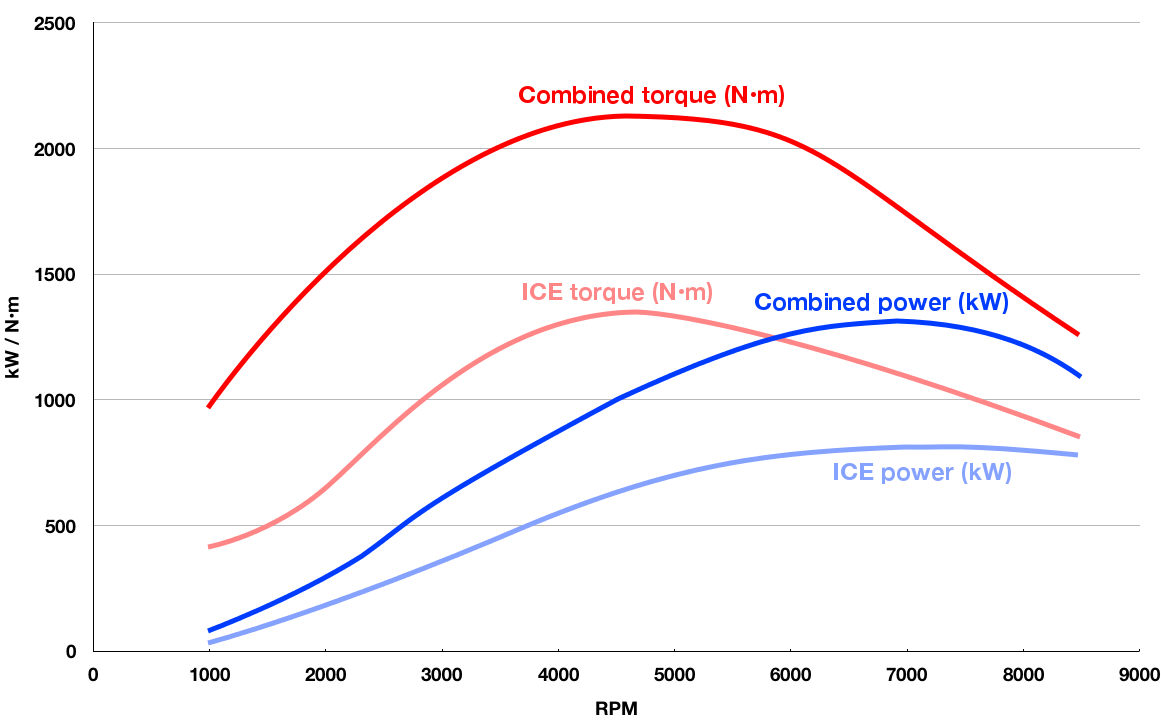
Diagrama de potencia del motor de gasolina y del sistema híbrido.

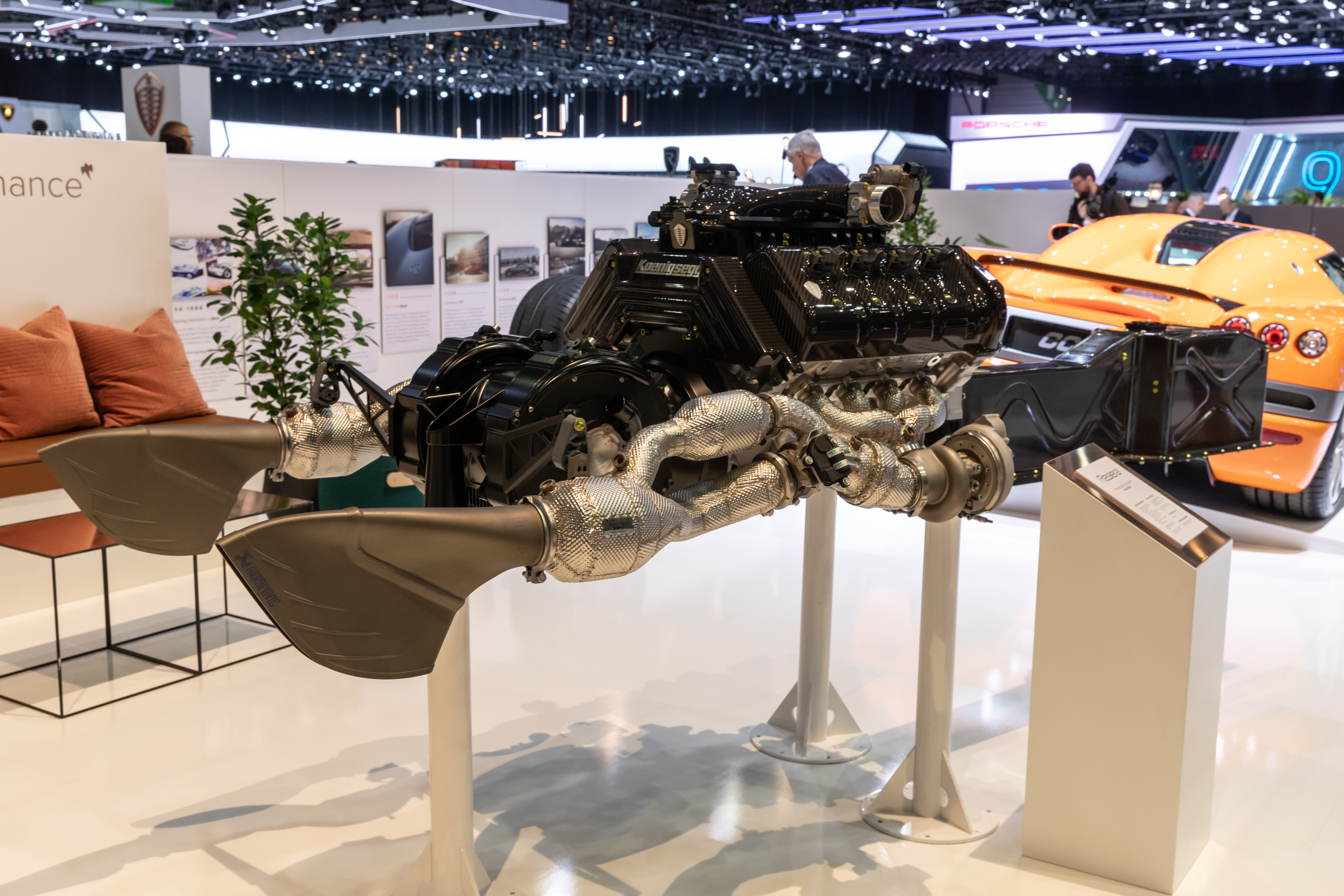
Motor y sistema de escape en el Salón del Automóvil de Ginebra de 2019 en Le Grand-Saconnex.

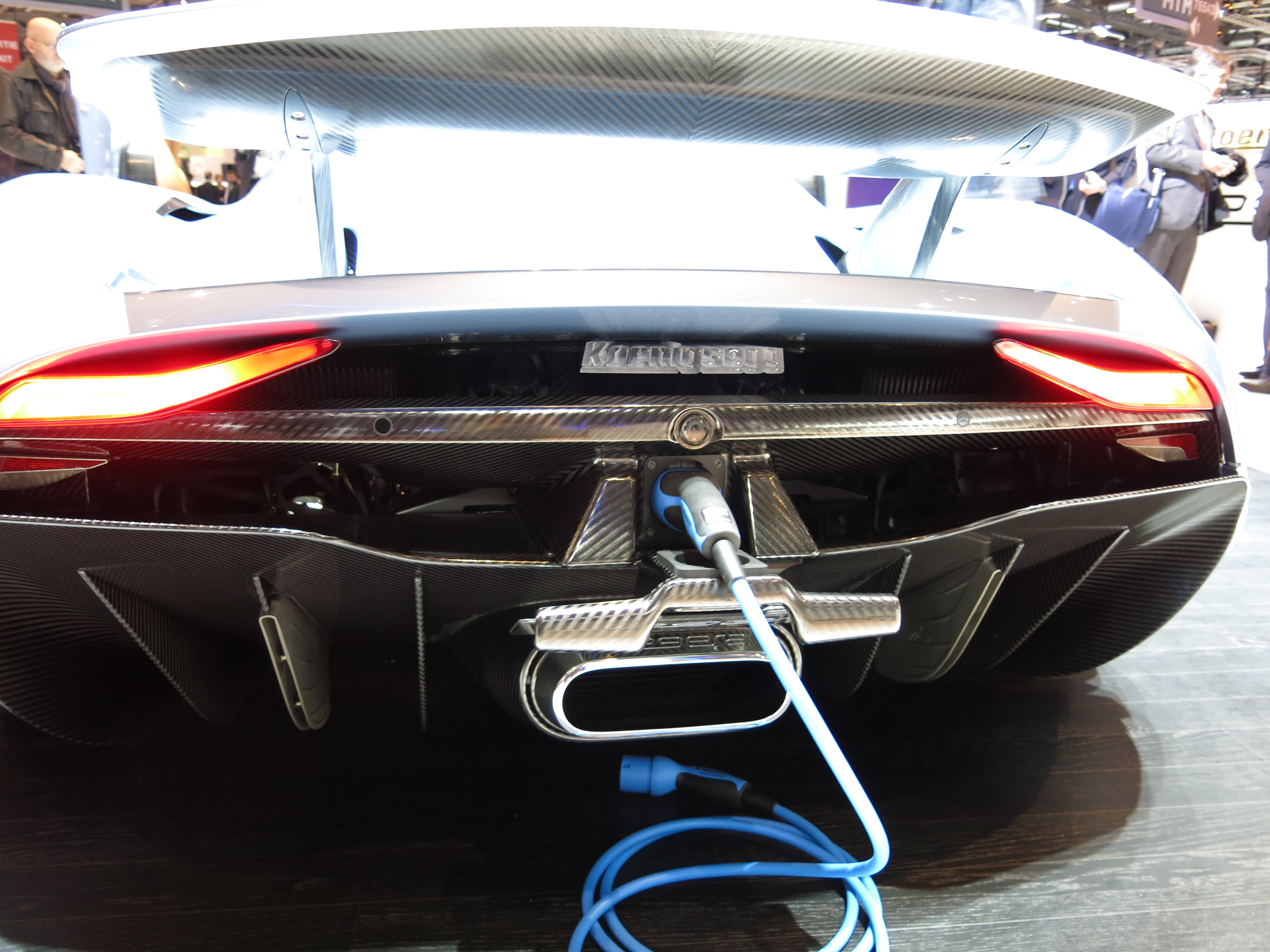
Vista trasera mostrando el puerto de recarga, en el Salón del Automóvil de Ginebra el 3 de marzo de 2015.

El motor de combustión interna trabaja en conjunto con un motor eléctrico YASA 400 de 160 kW (218 CV; 215 HP) sobre el cigüeñal al suministrar par motor, mientras que actúa tanto como un generador, como un motor de arranque; y otros 2 motores eléctricos YASA 750 de 180 kW (245 CV; 241 HP) cada uno, montados en el eje de las ruedas traseras, los cuales proporcionan vectores de par motor. Los tres motores eléctricos suman una capacidad total de 520 kW (707 CV; 697 HP) y un par máximo de 900 N·m (664 lb·pie). A velocidades inferiores a 30 mph (48 km/h) y en reversa, solamente los motores del eje de ruedas propulsan el coche mediante el uso de un acoplamiento hidráulico que desconecta el motor de combustión interna y el motor eléctrico montado en el cigüeñal. Los motores eléctricos son alimentados por un paquete de baterías refrigeradas por líquido desarrollado por Rimac Automobili de 9,27 kWh (33,4 MJ) de energía, 67 L (2,4 pies cúbicos) de volumen, 115 kg (254 libras) de peso y de 620 V, que proporciona hasta 35 km (21,7 millas) de puro modo eléctrico en conducción urbana. Koenigsegg afirma que es la batería con más densidad de potencia jamás creada para un coche de producción.
Se pueden extraer momentáneamente más de 500 kW (680 CV; 671 HP) completos durante la aceleración y el paquete de baterías puede absorber más de 150 kW (204 CV; 201 HP) durante el freno regenerativo y el modo de generación de energía del motor de gasolina.
Cada celda del paquete se monitorea cuidadosamente en cuanto a voltaje, estado de carga, salud y temperatura, las cuales están encerradas en una carcasa de aluminio totalmente mecanizada para mayor seguridad y estabilidad. La batería está ubicada en el área más protegida del automóvil: el túnel del chasis de carbono-aramida. Toda la batería se enfría activamente mediante radiadores externos y el nuevo sistema de aire acondicionado eléctrico de Regera, que también puede enfriar previamente el coche a través de una aplicación en un día cálido.
También utiliza una función de enchufe "EV", donde detrás de la placa de matrícula trasera robotizada, se encuentra un puerto de carga tipo 2 modo 3, es decir, que la batería de transmisión directa puede cargarse mediante el motor de combustión o mediante el puerto de carga. Esto permite crear una característica novedosa llamada Modo de drenaje de batería, o "BDM", ya que cuando quedan alrededor de 50 km (31,1 millas) de distancia hasta el destino o el próximo punto de carga, una ubicación geográfica preestablecida o una pulsación en la pantalla táctil activará el BDM, con lo que se minimiza drásticamente el consumo de combustible y reduce las emisiones de CO2.

### Transmisión
Christian von Koenigsegg inventó el sistema de transmisión directa Koenigsegg (KDD) y se desarrolló para el Regera por el equipo de ingeniería avanzada de la compañía. Este sistema no tiene una transmisión de varias velocidades tradicional, en cambio cuenta con una transmisión de engranajes fija de una sola velocidad con una relación final de 2,85:1, a menudo llamada Direct Drive. Ofrece el beneficio adicional del modo EV puro, además de que logra crear un accionamiento directo al eje trasero desde el motor de combustión sin la necesidad de múltiples marchas u otros tipos tradicionales de transmisiones variables, con pérdidas de energía inherentemente altas.
Para complementar la energía del motor de combustión y permitir la vectorización de par, el freno regenerativo, la respuesta extrema de los conductores, la marcha atrás y la conversión de energía, están los tres motores eléctricos desarrollados por YASA, los cuales son de flujo axial extremadamente densos en potencia y permiten el accionamiento directo, lo que los convierte, mientras agregan potencia, torsión, vectorización de torsión y además, siendo capaces de eliminar peso.
El sistema KDD completo, incluida la batería, añade apenas 88 kg (194 libras) al peso, en comparación con lo que habría pesado con un motor de gasolina tradicional, acoplado a una transmisión "DCT" de 7 velocidades en lugar del KDD. En la actualidad, ningún otro superdeportivo híbrido se acerca siquiera a este tipo de relación de peso para su electrificación, ya que todos tienen menor capacidad de batería y menos energía eléctrica que el Regera.

### Chasis
Está construido sobre un chasis de fibra de carbono tipo panal de abejas ("honeycomb") de aluminio, con depósito de combustible integrado centralmente y almacenamiento de la batería. Tiene una rigidez torsional de su monocasco de 65 000 N·m (47 941 lb·pie)/grado, con un peso incluyendo los tanques de 75 kg (165 libras), una altura de marcha completamente ajustable electrónicamente e independiente por rueda, montantes de aluminio aeronáutico totalmente mecanizado, con especificaciones de SKF Le Mans, rodamientos de bolas de contacto angular de 150 mm (5,9 pulgadas), ejes de transmisión huecos / perforados a pistola GKN, así como barras estabilizadoras ligeras y progresivas estilo "Z" en la parte delantera y trasera.

### Suspensión

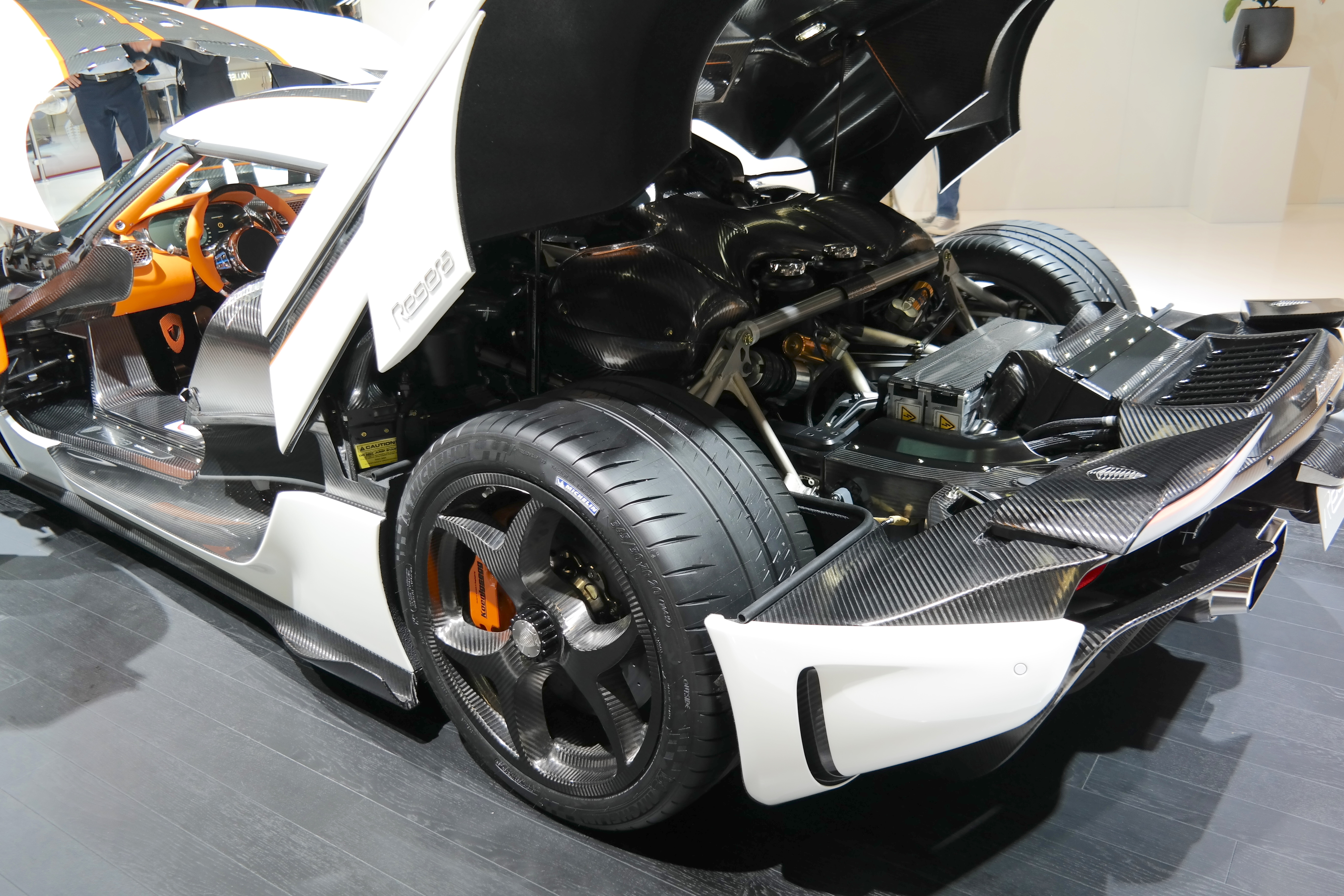
Sistema de amortiguadores "Triplex".

La suspensión de doble horquilla que utiliza es fundamental para el extraordinario manejo. Los brazos oscilantes están fabricados de acuerdo con especificaciones propias y soldados por CP Autosport en Alemania. Las horquillas y otros marcos están hechos de tubos de acero con cromo-molibdeno sin costura, el cual es el material más resistente y liviano disponible y el que mejor se adapta para este propósito. Estas horquillas son muy largas, mucho más que las que utiliza cualquier otro fabricante para vehículos de carretera, lo cual significa menos desviación del ancho de vía durante los movimientos de las ruedas, lo que permite una estabilidad mucho mayor en el chasis durante el movimiento de las ruedas con menos fricción lateral de los neumáticos, es decir, que se obtiene una previsibilidad mucho mayor y un menor desgaste de estos neumáticos con la misma cantidad de agarre. Las horquillas se conectan en el borde exterior a los montantes, que albergan los cojinetes de las ruedas de 240 mm (9,4 pulgadas), los cuales son los más grandes en el mundo automotriz actualmente. Los montantes están ahuecados donde sea posible para agregar ligereza, pero esto se hace para asegurar que todavía sean lo suficientemente fuertes para acomodar el cojinete de la rueda y así agregar rigidez.
La barra estabilizadora desarrollada por el fabricante es un poco diferente, ya que tiene solamente un punto de pivote en forma de "Z", en lugar de los dos puntos de pivote en una tradicional, lo cual reduce la fricción y, por lo tanto, aumenta la precisión y la respuesta. La sección central es de acero y las dos secciones exteriores son varillas de fibra de carbono, así que cuando la rueda quiere moverse, la varilla la empuja contra esta sección central, lo que da un poco de flexión entre el extremo y el punto de pivote, pero se contrarresta tanto por la naturaleza del material como por las fuerzas que empujan desde el otro lado. Esto significa una barra estabilizadora más precisa y rápida con alrededor de una quinta parte del peso de una barra tradicional en forma de "U".

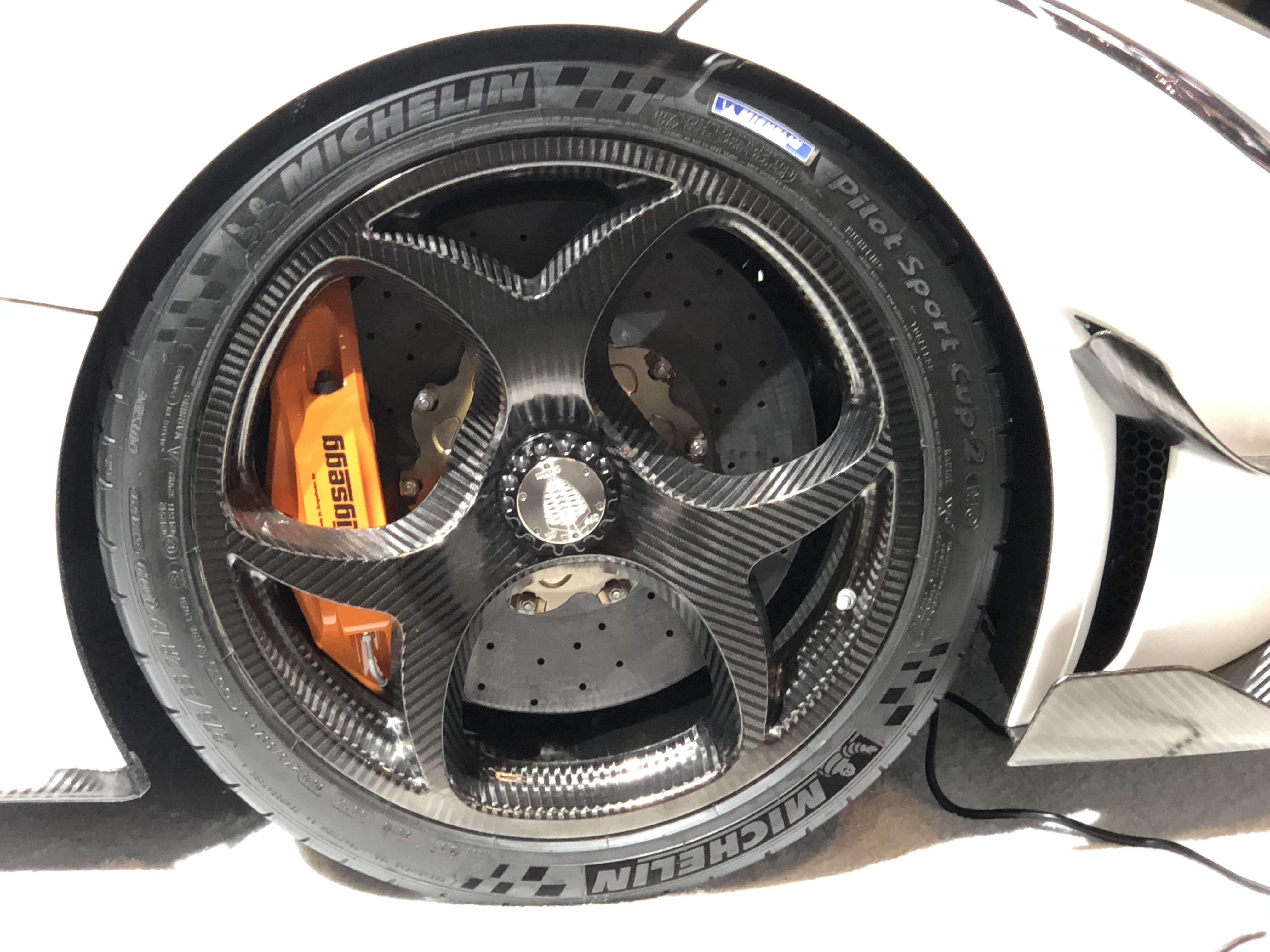
Rin de fibra de carbono.

Los amortiguadores están fabricados por el proveedor sueco Öhlins, pero no son los habituales que se pueden comprar directamente. La razón principal de tener un tercer amortiguador llamado "Triplex" en la parte trasera, es para proporcionar un elemento anti sentadilla (anti-squat) y anti inmersión (anti-dive) a la configuración de suspensión. Este amortiguador adicional actúa contra esta tendencia, proporcionando resistencia contra el "squat" donde ambos amortiguadores se comprimen en el despegue, pero no hacen nada durante la compresión regular unilateral de los amortiguadores, por ejemplo, durante las curvas. También contrarresta la barra estabilizadora cuando se conduce en línea recta en una carretera irregular, pero no actúa contra ella en las curvas, de hecho, esto aumenta la comodidad y el agarre.

### Ruedas y frenos
Cuenta con rines de fibra de carbono súper ligeros Aircore de segunda generación con tuerca de seguridad central, de medidas 275/35 – 19 x 9,75 pulgadas (48,3 x 24,8 cm) (Y) para las ruedas delanteras, mientras que las traseras son 345/30 – 20 x 12,5 pulgadas (50,8 x 31,8 cm) (Y), con neumáticos unidireccionales con patrón de rosca asimétrico Michelin Supersport proveídos especialmente, o bien, los opcionales Michelin Cup2.
Tiene instalados frenos de disco ventilados cerámicos con servofreno y pinzas (cálipers) de 6 pistones también cerámicos, de 397 x 40 mm (15,6 x 1,6 pulgadas) de ancho en las ruedas delanteras, mientras que en las traseras son de 4 pistones de 380 x 34 mm (15,0 x 1,3 pulgadas) de ancho.
También cuenta con control de tracción y de estabilidad "Koenigsegg Electronic Stability Control" (KES) de tres modos: Seco, Normal y Pista.

### Aerodinámica

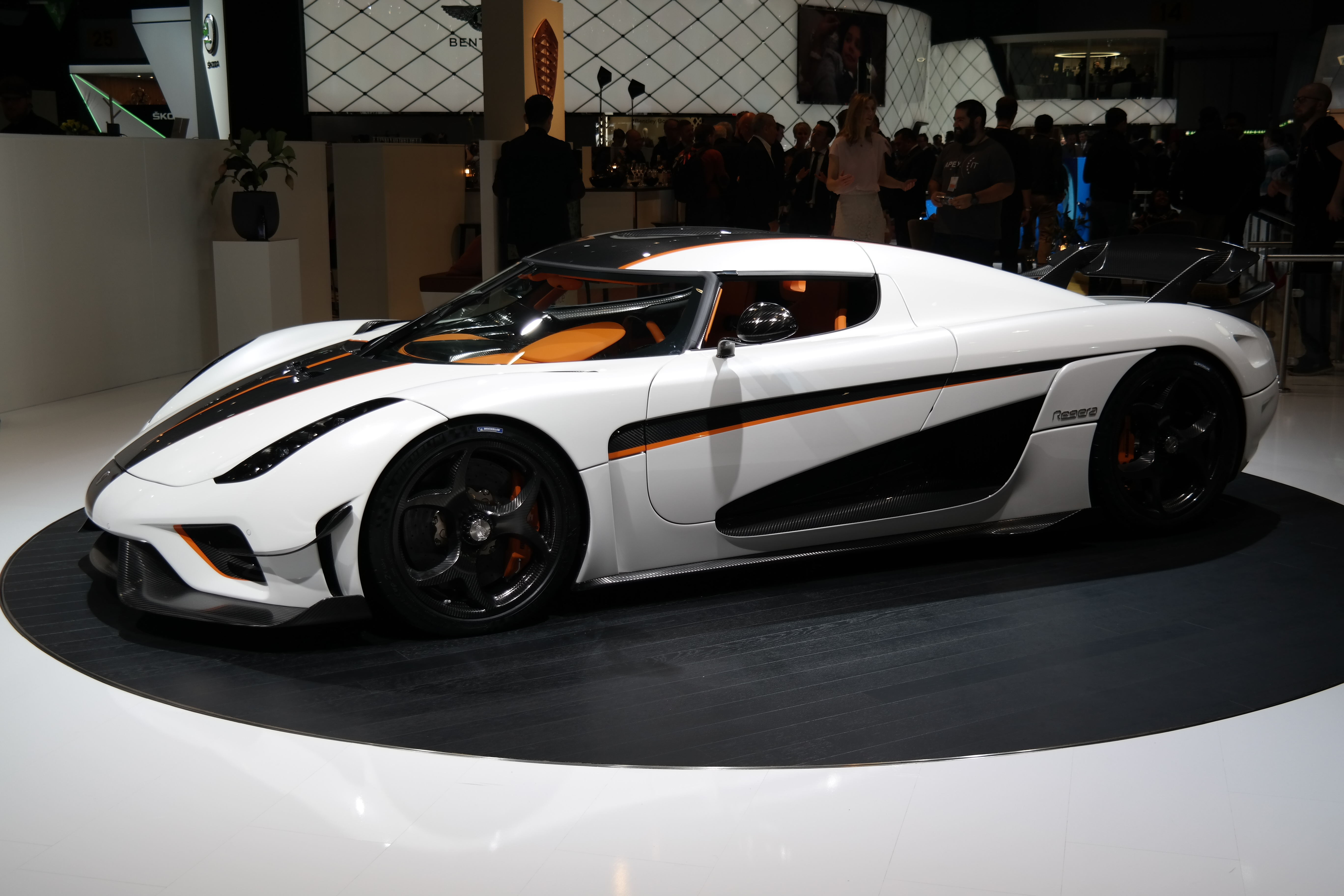
Equipado con el paquete aerodinámico opcional "Ghost", en el Salón del Automóvil de Ginebra el 6 de marzo de 2018.

Está equipado con una aerodinámica activa para optimizar la carga aerodinámica. Tiene un alerón trasero activo hidráulico y, en la parte delantera, tiene aletas activas que pueden modificar el flujo de aire debajo del automóvil. El fabricante afirma que el sistema aerodinámico original es capaz de generar 450 kg (992 libras) de carga aerodinámica a 250 km/h (155 mph).
Antes de ser presentado en el Salón del Automóvil de Ginebra de 2018, ya se había revelado el paquete aerodinámico opcional Ghost para el coche, que ensancha el divisor delantero, agrega canards a las salpicaderas delanteras, además de "winglets" fijos a los paneles de los cuartos traseros. El fabricante afirma que con este paquete "Ghost" instalado, la carga aerodinámica aumenta en más del 20 por ciento.

### Desempeño
Koenigsegg afirma que el coche tiene una velocidad máxima de 410 km/h (255 mph), es capaz de alcanzar los 100 km/h (62 mph) en 2,8 segundos, 200 km/h (124 mph) en 6,6 segundos, 300 km/h (186 mph) en 10,9 segundos y hasta los 400 km/h (249 mph) en un tiempo estimado de 20 segundos. El fabricante también afirma que la aceleración de 150 a 250 km/h (93 a 155 mph) es de 3,9 segundos.

## Características exteriores

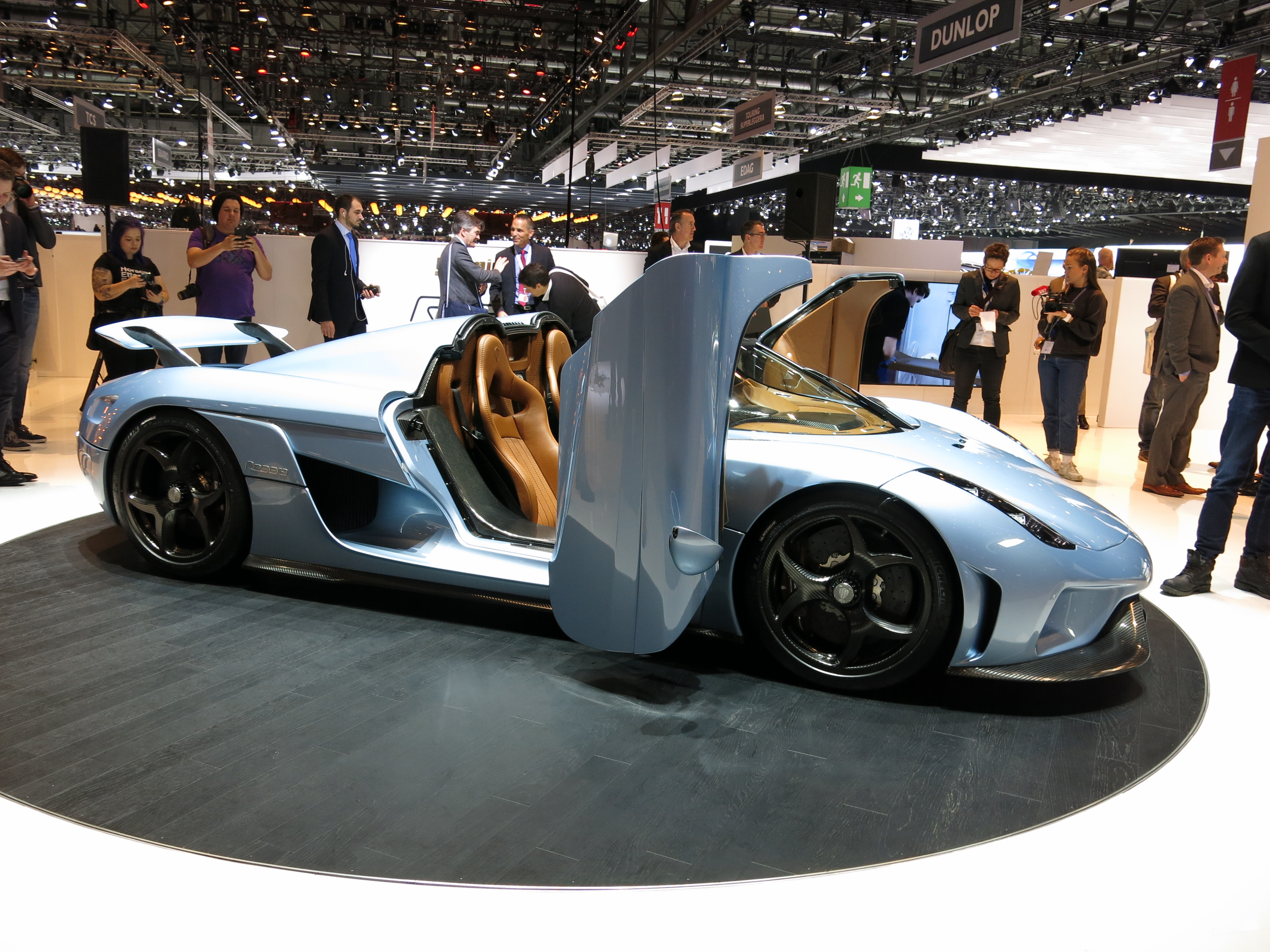
Presentación en el Salón del Automóvil de Ginebra el 3 de marzo de 2015, con la puerta diédrica abierta.

Christian von Koenigsegg cree que un buen diseño de luz diurna en el frontal de un vehículo le da "carácter" y desarrolló un sistema que se supone se asemeja a una constelación con el fondo de fibra de carbono semejante al cielo nocturno.
Koenigsegg afirma que es el primer coche "totalmente robótico". El vehículo cuenta con bombas hidráulicas y acumuladores para controlar el alerón trasero móvil y al frente activos, así como un control activo de chasis y de elevación. Elevadores hidráulicos se añadieron a las bombas y acumuladores ya existentes para permitir a todos los paneles de la carrocería del vehículo sean operados de forma remota.
Dados los últimos avances en hidráulica compacta y liviana, Koenigsegg ha logrado robotizar todo el coche casi sin agregar peso. Cuenta con funciones como control del chasis y sistema de elevación, donde las bombas y los acumuladores ya estaban instalados para conectar algunos operadores hidráulicos más, los cuales reemplazaron los puntales de gas de igual peso, lo que resultó en un impacto de peso mínimo. Debido a lo anterior, es el primer automóvil del mundo que opera todos los cierres de carrocería de forma completamente automática.
El sistema de carrocería totalmente robotizado, con pestillos suaves, añade solamente 5 kg (11 libras), lo que hace que la robotización completa sea una opción muy deseable. Además, los espejos retrovisores laterales se pliegan automáticamente mientras las puertas se abren, lo que brinda mayor practicidad, ya que las puertas diédricas Synchro Helix se abren y giran 90 grados para despejarlas completamente, siendo altamente ergonómicas.
Si bien el Koenigsegg One:1 incluía el primer alerón trasero activo montado en la parte superior del mundo, el Regera ha llevado esta solución permitiendo que el ala también se pliegue completamente en la carrocería, mejorando la elegancia mientras se estaciona y reduciendo la resistencia durante la navegación. También tiene un sistema de titanio de diseño personalizado y sintonizado con sonido desarrollado conjuntamente por Akrapovic, así como un novedoso sistema de escape que incluye una salida de "cola de pez".
La carrocería es coupé de 2 puertas y dos plazas, con techo rígido estructural extraíble que se puede guardar debajo del cofre delantero, fabricada en fibra de carbono / kevlar preimpregnado y refuerzos ligeros tipo "sándwich".

## Características interiores
El equipamiento incluye:
- Airbags inteligentes.

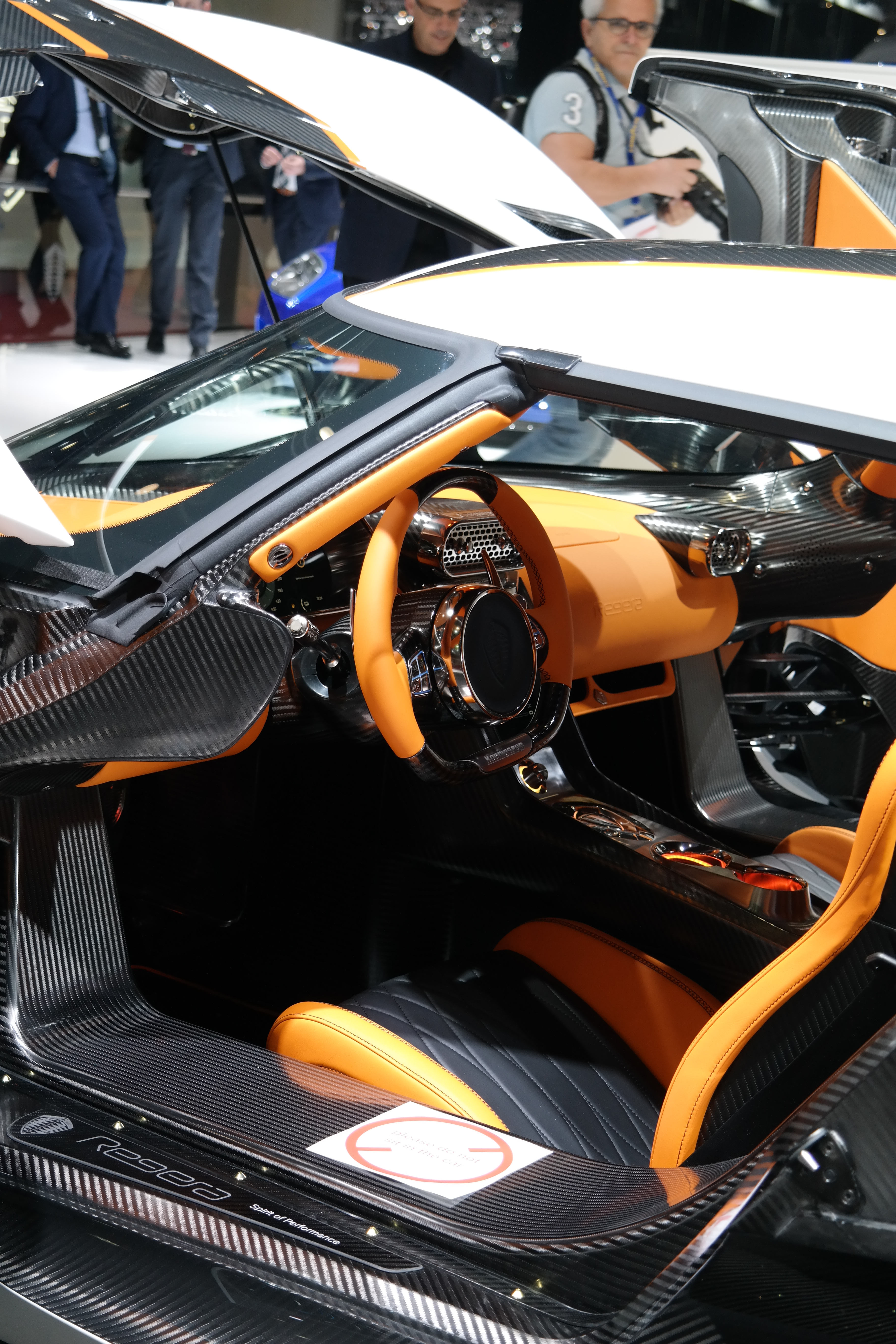
Habitáculo interior en el Salón del Automóvil de Ginebra el 6 de marzo de 2018.

- Techo rígido desmontable almacenable con techo liviano.
- Elevalunas eléctricos.
- Capotas y puertas con cierre suave y robotizado. Además, tiene aislamiento adicional.
- Pedales y columna de dirección ajustables.
- Interior de cuero con costuras.
- Asientos deportivos de carbono ajustables electrónicamente en 6 direcciones de espuma con viscoelasticidad ajustables eléctricamente en 8 direcciones.
- Navegación por satélite.
- Sistema de info entretenimiento de 9 pulgadas (22,9 cm).
- Sistema de sonido Prémium.
- Conectividad 3G.
- Wi-Fi.
- Sistema de cámara frontal interior y trasera con capacidad de grabación.
- Batería LiFePO4.
- Reproductor MP3.
- Apple CarPlay.
- Conexión USB.
- Control de temperatura.
- Sistema de información y advertencia digital.
- Sensor G.
- Sistema de alarma.
- Sistema de control de neumáticos.
- Alfombras de cuero.
- Bolsa de almacenamiento en el techo.
- Iluminación ambiental.
- Cubierta para el automóvil.
- Freno de mano eléctrico.
- Espejos plegables eléctricos.

También cuenta con sensores de estacionamiento delanteros y traseros, así como capacidad de actualización de "firmware" y diagnóstico remoto. Todas estas especificaciones estaban sujetas a cambios.

## Récord mundial
Ha conseguido acelerar de 0 a 400 km/h (249 mph) y detenerse por completo en solamente 31,49 segundos. La prueba, celebrada el 23 de septiembre de 2019 en la pista de aterrizaje de la base militar de Råda en Lidköping, Suecia, fue desarrollada sin ninguna incidencia por el piloto oficial de la marca Sonny Persson.
El fundador de la compañía, Christian von Koenigsegg, considera que el coche tiene potencial para mejorar este tiempo, que establece una aceleración de 0 a 400 km/h (249 mph) en 22,87 segundos y una desaceleración de 400 km/h (249 mph) a 0 en solamente 8,62 segundos. La distancia total recorrida fue de 2048 m (1,27 millas), es decir, 1613,2 m (5292' 74/5") para acelerar y 435,26 m (1428'1/5") para frenar.

## Ediciones especiales

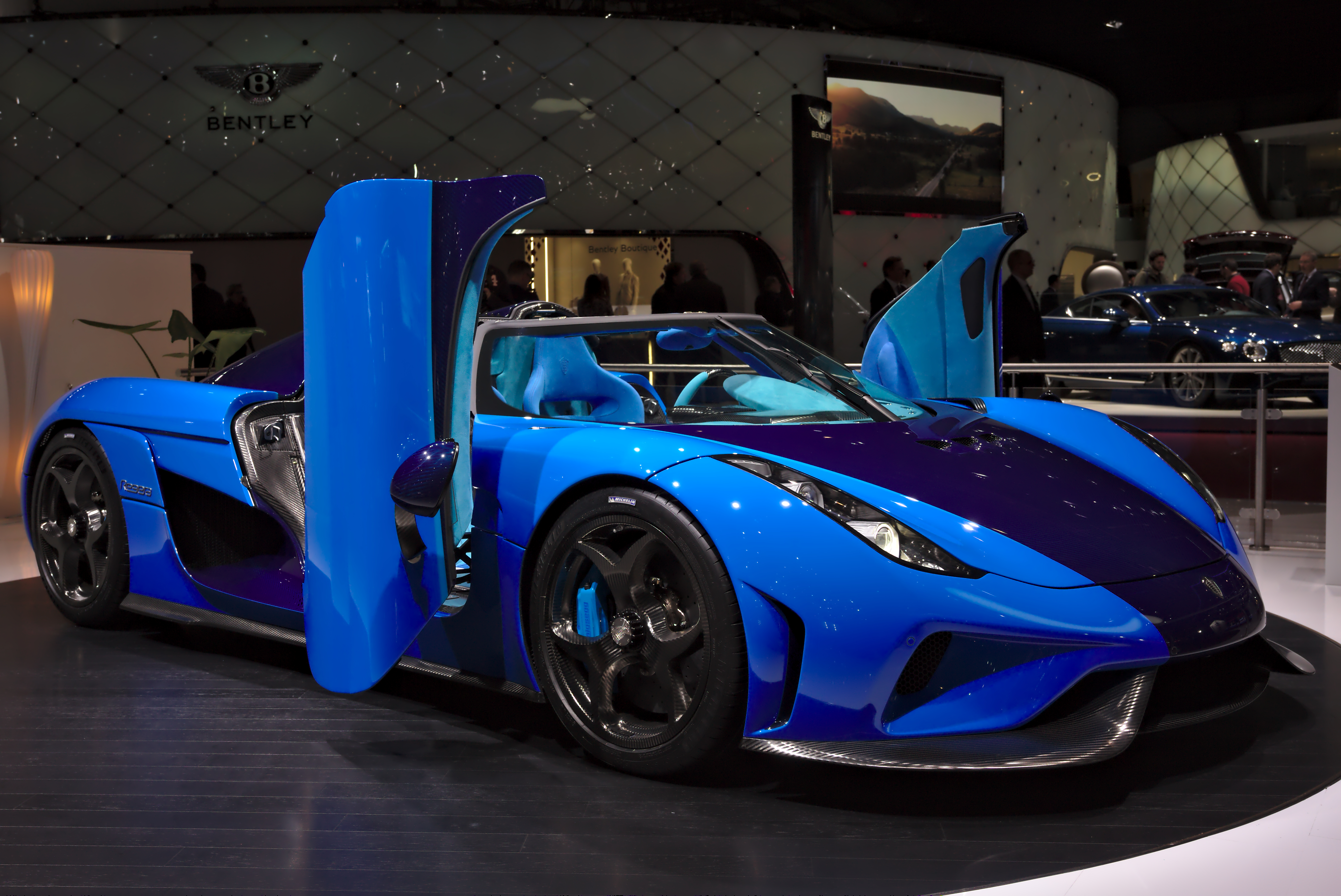
Versión d'Elegance en el Salón del Automóvil de Ginebra de 2018.

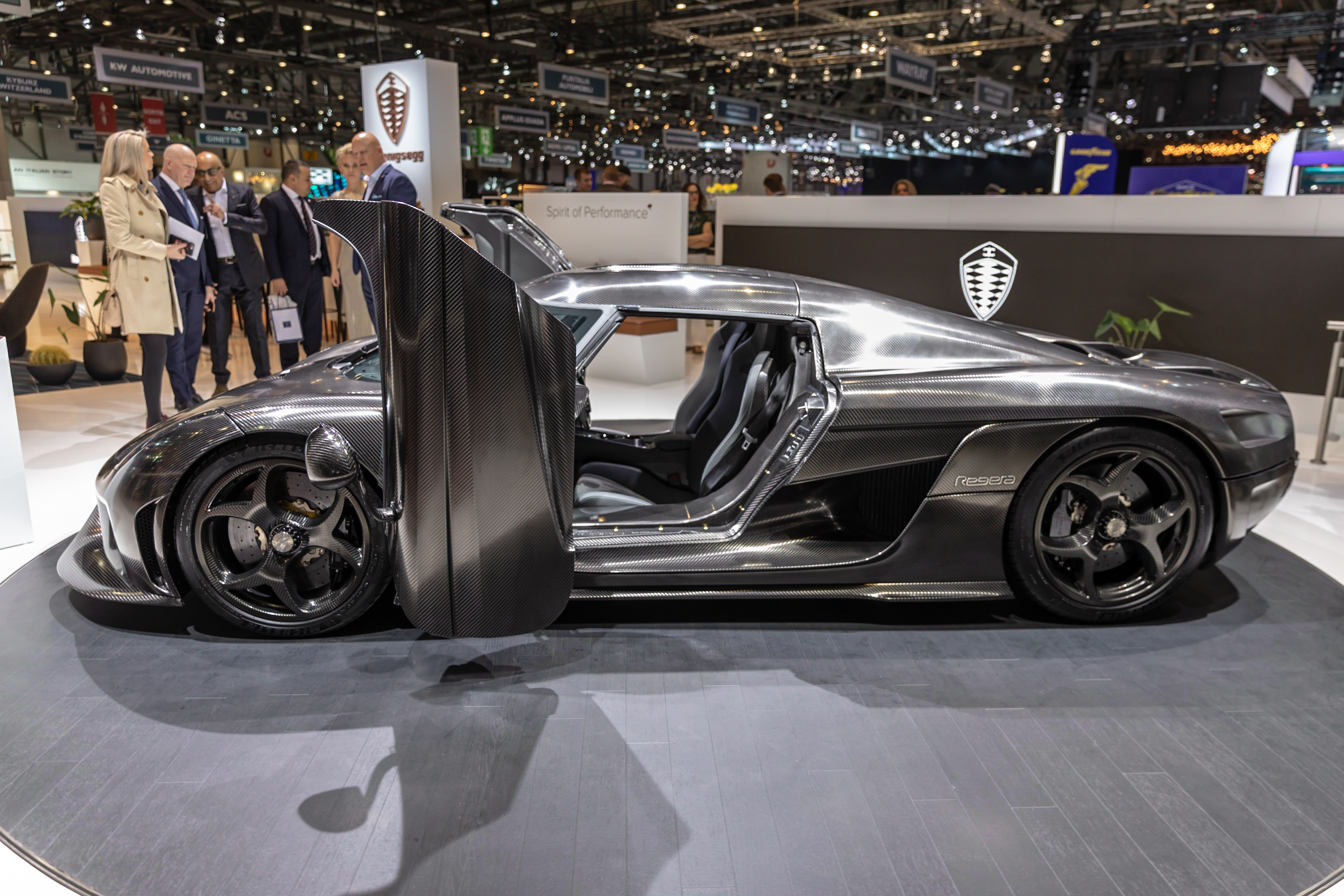
Versión KNC en el Salón del Automóvil de Ginebra de 2019 en Le Grand-Saconnex.

Se han creado varias ediciones especiales a petición del cliente, que generalmente involucran trabajos de pintura personalizados, materiales para los interiores especiales y paquetes aerodinámicos opcionales, las cuales son:
- Regera Cherry Bomb.
- Regera d'Elegance: Tiene un acabado en Azul Sueco (Swedish Blue), con fibra de carbono teñida de azul y rayas Verde Océano (Ocean Green). El interior continúa con esta combinación de colores, con un interior en azul sueco y verde océano hecho a mano con un material escandinavo que se destaca por su textura lujosa, destreza y la manera sostenible en que se fabrica.[12]

- Regera KNC: Se ha desarrollado enteramente fabricado en fibra de carbono sin ningún aditivo, la cual es una versión completamente al desnudo, en la que se han eliminado las lacas, las pinturas y los barnices para presentar un coche completamente hecho en este ligero material. La resina epoxi es parte del proceso de producción, que debe ser pulido a mano en cada pieza de la carrocería de una manera extremadamente delicada para que el carbono no se acabe dañando, utilizando el acabado grafito metálico en ruedas, volante y en componentes aerodinámicos. Quitar el epoxi supone una reducción de peso de 20 kg (44 libras). Además, la fibra de carbono “desnuda” es mucho más resistente tanto a los rasguños como a las astillas. Todo este proceso requiere una laboriosa mano de obra, ya que las piezas originales deben ser absolutamente perfectas para que el tratamiento funcione. En caso de que estas no encajen a la perfección, no hay ninguna técnica de ajuste o suavizado disponible durante la fase de fabricación. Fue solicitado por Carage, un concesionario suizo de la marca que abriría sus puertas en marzo de 2019, aunque el coche ya había sido entregado a su nuevo dueño.[13]

- Regera Raven: Lisa, la directora de arte de Koenigsegg, ha pedido al departamento de marketing de la marca que le muestren un diseño a su gusto. Esto ha supuesto la incorporación del negro Raven en toda la carrocería con un toque de azul en la pintura negra metalizada, el cual combina a la perfección con las llantas forjadas y las pinzas de freno de color rojo, así como algunas franjas en fibra de carbono por la carrocería. Las especificaciones para el interior de este modelo especial, incluyen el cuero rojo Lingonberry con inserciones tejidas y costuras en negro, así como la consola central en negro y diferentes detalles de fibra de carbono.[14]

- Regera Kejsare: Fue ordenado por un cliente llamado Atique quien ha sido un coleccionista de autos por más de una década. El pedido no tardó mucho en ser colocado, pero cuando se trata de construir un auto a la medida desde cero, se requiere paciencia, ya que llevó más de 40 meses desde colocar la orden hasta la entrega. El cliente incluso se reunió con Christian Von Koenigsegg en persona para los detalles de la construcción. Cuando querían crear el color naranja, seguían obteniendo café porque la fibra de carbono es muy oscura, así que después de 25 intentos, llegaron al Naranja Imperial, un color único que requirió 42 capas de pintura y, para balancear, 42 capas de barniz transparente. Se esperaba que la construcción terminara en 2018, pero el proceso de homologación para Estados Unidos llevó mucho más de lo esperado. Finalmente, el Kejsare fue presentado por Christian Von Koenigsegg en persona el 16 de agosto de 2019, en el Quail Motorsports Gathering durante el "Monterey Car Week" en California. Atique visitó varias veces las instalaciones de la marca en Ängelholm, Suecia. En su viaje final en marzo de 2020, pudo conocer a todo el equipo que trabajó en el Kejsare y comentaron que fue el trabajo de pintura más difícil que han hecho.[15]

## En la cultura popular
Ha aparecido en algunos videojuegos de carreras, tales como: Need for Speed: No Limits, Need for Speed Payback, Need for Speed Heat, Asphalt 8: Airborne, Asphalt 9: Legends, Forza Motorsport 7, Forza Horizon 3, Forza Horizon 4 y Forza Horizon 5.
El 10 de julio de 2020, Koenigsegg lanzó un cortometraje titulado "Time to Reign" en el que Regera aparece como el tema de un atraco, con muchas tomas de conducción externas en la sede de Koenigsegg en Ängelholm.
También apareció en un episodio de la serie web Jay Leno's Garage el 10 de septiembre de 2018.